# Niklas Schiöler
Hans Erik Niklas Schiöler, född 1 juni 1964 i Falköping, är en svensk författare och poesiforskare.
Schiöler har skrivit en rad böcker i olika genrer: personliga essäböcker i skilda ämnen, skönlitterärt (prosalyriskt) och litteraturhistoriska böcker, företrädesvis om poesi. Till hans essäistiska böcker hör Bikt om dikt (Carlssons), som publicerades 2021. I Konstellation: Beethoven, Tranströmer, Waldner (Bonniers, 2001) diskuterar författaren utifrån titelns tre högst olikartade konstnärer hur och varför konst kan drabba och förändra på djupet. Avig eller rätt. En vänsterhänt betraktelse (Carlssons, 2007) är en kulturhistoria över vänsterhänthet (bearbetad till pjäs av Nina Haber och uppsatt på Stockholms och Göteborgs stadsteater 2010). 2012 kom Poäter (Carlssons), som är en kulturhistorisk, kulinarisk och poesihistorisk resa från Homeros till Jamie Oliver.
I den prosalyriska USA klockan tre (Carlssons, 2010) begrundar Schiöler, utifrån det västgötska platåberget Mösseberg och det indiska Kashmir, platsens och hemortens föränderlighet. Kontrollöga (Fri press, 2018) är en gestaltning av en tvångsneurotikers vardag. 2023 kom Döden är det enda gemensamma vi aldrig delar, en bok med fiktiva, men framförallt själverfarna avsnitt om närståendes död (med pris från Samfundet De Nio). Schiöler bidrar också till och agerar som fiktiv figur i Björn Larssons Döda poeter skriver inte kriminalromaner från 2010.
Schiöler blev docent i litteraturvetenskap vid Lunds universitet 2008. Bland poesihistoriska arbeten märks doktorsavhandlingen Koncentrationens konst om Tomas Tranströmers diktning (Bonniers, 1999). Schiöler är också redaktör för Tolkningar (Bonniers, 1999), Tranströmers översättningar av andra poeter. I Begränsningens möjligheter (Carlssons, 2008) tar Schiöler upp sex betydande svenska poeters kortdikter (Heidenstam, Lagerkvist, Martinson, Tranströmer, Björling och Jäderlund). Döden och grodan (Carlssons, 2010) består av en samling kritiska omläsningar av litterära verk, från japansk 1600-talsdikt till Astrid Lindgren. Efter annonseringen om Tranströmers Nobelpris i oktober 2011 blev Schiöler ombedd att skriva en ny bok om hans poesi, Ledstången i mörkret, som låg klar till prisutdelningen (Carlssons). Under 2011 och 2012 åkte han som "world leading Tranströmer expert"  runt världen för att tala om svensk poesi i allmänhet och Tranströmer i synnerhet. 2012 tilldelades Schiöler Svenska Akademiens extra pris.
2016 utkom antologin Svensk poesi med Schiöler och Daniel Möller som redaktörer, en sammanställning av betydande svensk poesi från runor fram till dikter från 2016.
Schiöler är kusinbarn till konstnären Inge Schiöler och fyrfaldig europamästare i bordtennis.

## Utmärkelser, ledamotskap och priser
- ”Månadens kulturperson" (SVT/Expressen) 1999
- "Einar Hansens humanistiska pris" 2008
- "Svenska Akademiens extra pris" 2012
- Stipendier från bl.a. Lars Salviusföreningen Carl-Emil Englund, S och E Lundberg, Författarfonden
- Ledamot av Vetenskapssocieteten i Lund (LVSL, 2009)
- Ledamot av Skaraborgs akademi 2001–2015
- Ledamot av Litteraturhus Lund
- Samfundet De Nios Vinterpris,[9] 2024